# Antoni Bassas i Onieva
Antoni Bassas i Onieva (Barcelona, 9 de novembre de 1961) és un periodista i guionista de ràdio i televisió català, actual articulista del diari Ara.

## Biografia
Va néixer el 9 de novembre del 1961 al barri de Gràcia de la ciutat de Barcelona. Va començar a treballar a la ràdio amb setze anys, a l'emissora Ràdio Joventut. Posteriorment es va llicenciar en Ciències de la Informació a la Universitat Autònoma de Barcelona (UAB). Bassas ha tingut grans èxits d'audiència i premis importants, com el Premi Ondas. L'any 2009 s'incorporà a Televisió de Catalunya com a corresponsal als Estats Units i des del 2013 és articulista del diari Ara.

## Trajectòria professional

### Activitat a la ràdio

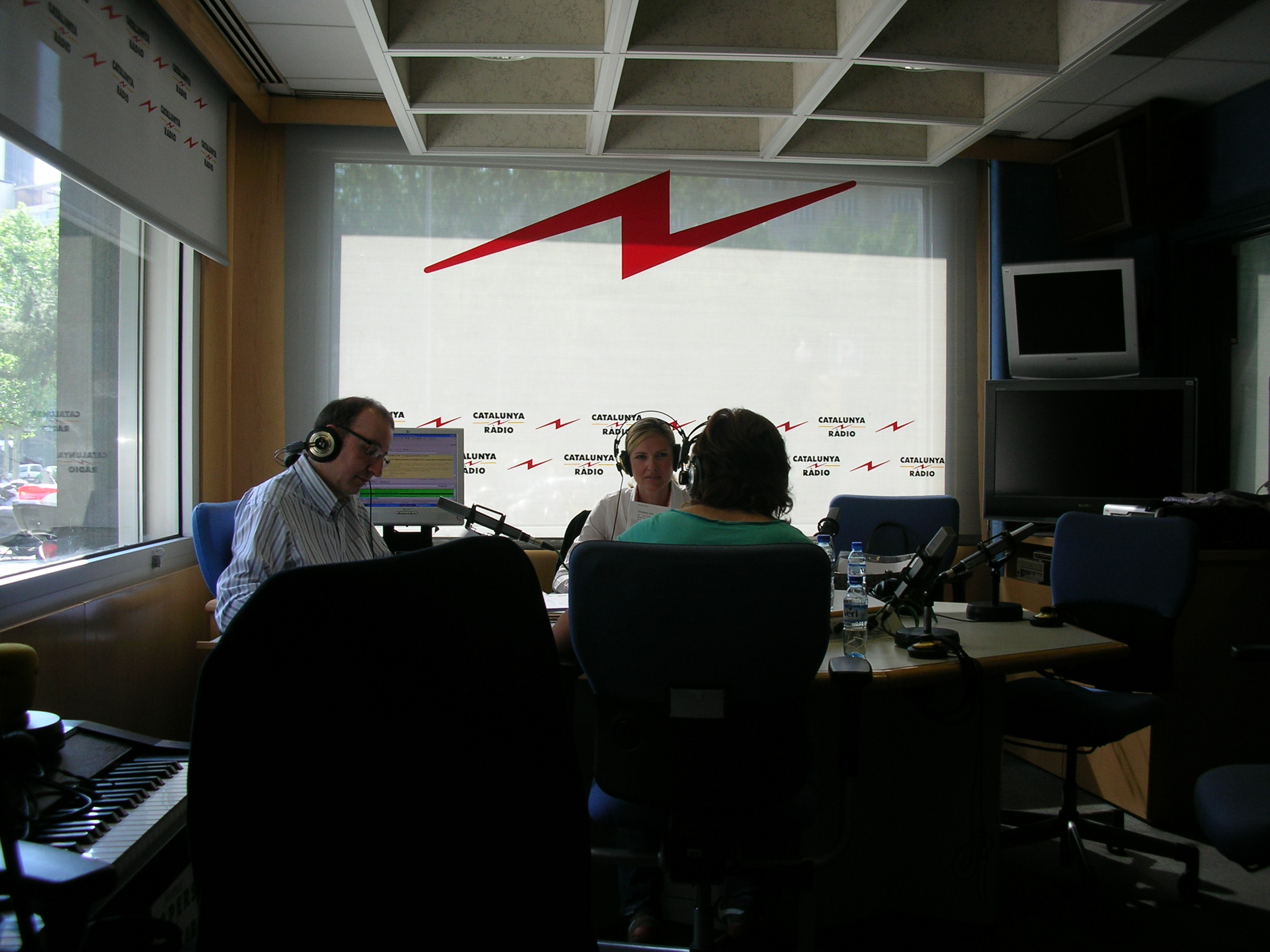
Antoni Bassas dirigint el programa El matí de Catalunya Ràdio

El 1978, amb setze anys, va començar a col·laborar a Radio Joventut i després, el 1981, va començar a treballar a Ràdio Barcelona. Hi dirigia els programes Àrea de gol i El contestador. Aquell mateix any es va integrar a l'equip de retransmissions del programa Futbol en català, dirigit per Joaquim Maria Puyal. Va treballar amb ell durant catorze anys, en més de 800 retransmissions esportives dels partits del Futbol Club Barcelona. Fins al 1985 el programa s'emetia per Ràdio Barcelona i, a partir d'aquell any, a Catalunya Ràdio.
Les retransmissions esportives li van donar l'oportunitat de conèixer els grans esportistes del Barça, de conèixer països i de viure experiències que narra al llibre A un pam de la glòria, on aplega records dels seus catorze anys en el món esportiu, un període en què el FC Barcelona va guanyar la Copa d'Europa de futbol, a l'estadi de Wembley, de Londres, i quatre lligues.
Sense abandonar Catalunya Ràdio, el 1995 va fer un tomb a la seva carrera quan va canviar les retransmissions esportives per la informació general, social i política, i va assumir la direcció del programa estrella de l'emissora: El matí de Catalunya Ràdio. Durant aquests catorze anys, va entrevistar els presidents espanyols González, Aznar i Zapatero, així com diverses personalitats com ara el Dalai Lama, Mikhaïl Gorbatxov o Woody Allen des de moltes ciutats diferents.
Bassas va ser, a més, un dels creadors de la versió radiofònica d'Alguna pregunta més?, pel qual va guanyar un Premi Ondas el 1997.
El 27 de juny de 2008, malgrat ser líder d'audiència durant catorze temporades seguides amb El matí de Catalunya Ràdio, Antoni Bassas va anunciar que n'abandonava la direcció i presentació al final de la temporada (18 de juliol) per desavinences amb la direcció de l'emissora a l'hora de planejar la renovació.
Els darrers minuts del seu últim programa, Bassas es va acomiadar amb la cançó de Lluís Llach «Un núvol blanc». Abans va dir: «Si la classe política catalana no aguanta un programa com aquest, és que tenim una cultura democràtica molt justeta». Des de llavors, ha col·laborat en alguns programes radiofònics, com El club de la mitjanit i El suplement de Catalunya Ràdio.

### Activitat a la televisió
El 1986, s'incorpora a l'equip del programa concurs de Televisió de Catalunya Vostè jutja de Joaquim Maria Puyal a la seva segona temporada, fent-hi també de veu en off.
El 1987, passa a treballar com a coordinador al concurs Blanc o negre de Salvador Alsius, on també com a Vostè jutja, feia de veu en off.
El 1988, debuta davant les càmeres presentant el concurs Tres pics i repicó dirigit per Joaquim Maria Puyal, que va durar fins al 1991, a més de ser-ne guionista. Entre el 1992 i el 1993, copresenta el debat Polèmic juntament amb Sílvia Cóppulo. També ha estat guionista d'El joc del segle (on era la veu en off dels esquetxos de la Vanessa, interpretada per Lloll Bertran), La Lloll i El show de la Diana. El 1999 va codirigir i presentar Aquest any, cent!, una sèrie que va repassar la història del FC Barcelona, que aquell any celebrava el centenari. Va tornar a TVC el 2003, com a director i presentador d'una sèrie d'entrevistes en profunditat anomenat A contracorrent. Del 2006 al 2009 va col·laborar setmanalment a El club, d'Albert Om, amb qui participaria el 2010 en el programa El convidat.
Com a part de la reforma de les corresponsalies que havia planificat la cadena, Bassas s'incorporà l'any 2009 a la delegació que té TVC als Estats Units, en substitució d'Albert Elfa, just després de les eleccions presidencials nord-americanes. Bassas va dur aquesta tasca a la capital dels Estats Units fins al 30 de juny de 2013, moment en què va donar pas a Esteve Soler, que estarà provisionalment a la corresponsalia fins que s'hi incorpori Raquel Sans, el gener del 2014. La temporada 2013 – 2014 col·labora al magazín de tardes de TVC Divendres, on valora un cop per setmana l'actualitat de Catalunya.

### Activitat a la premsa

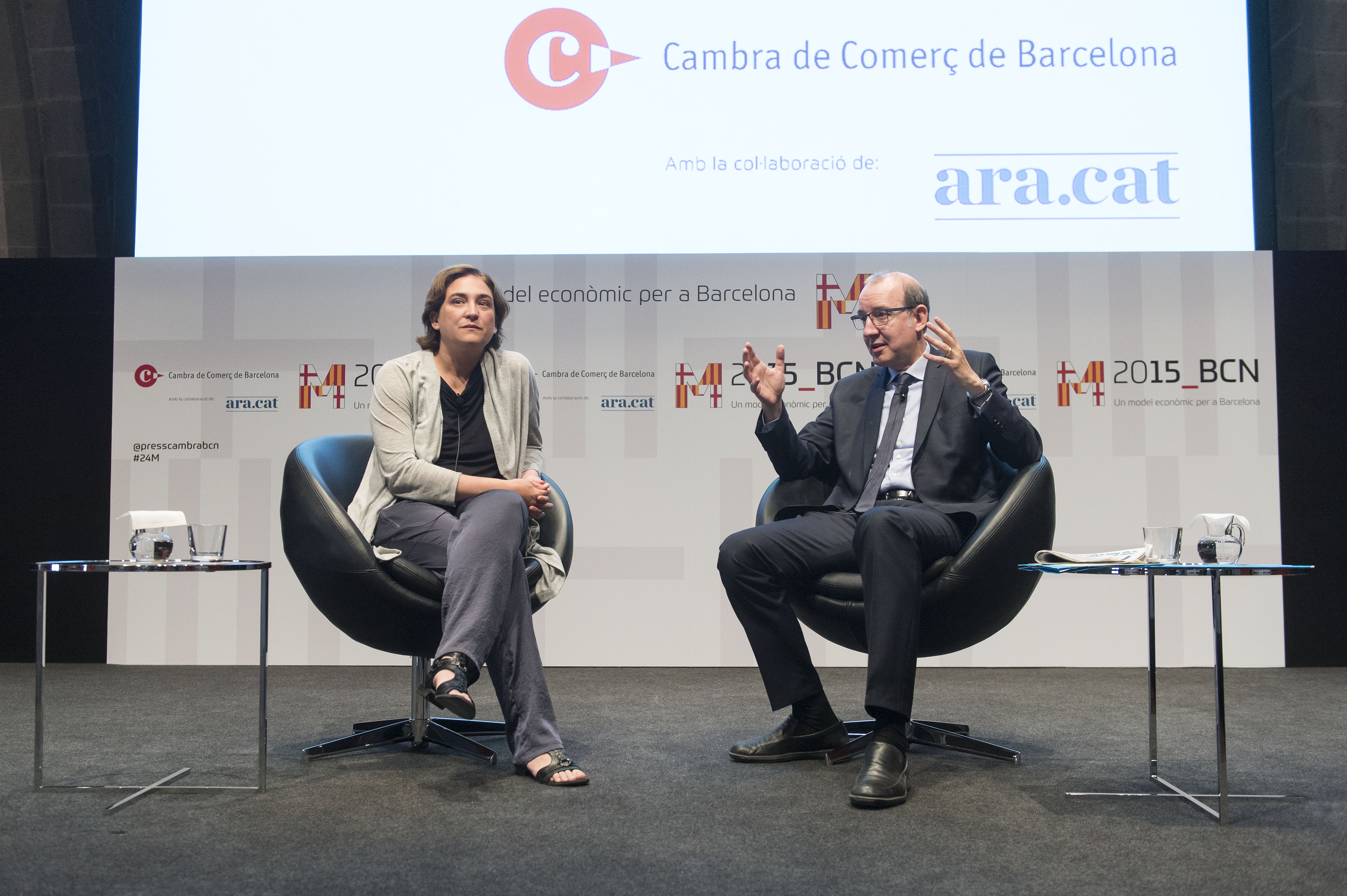
Esmorzar-entrevista d'Antoni Bassas amb Ada Colau, organitzat per la Cambra de Comerç de Barcelona i el diari Ara durant la campanya de les eleccions municipals de 2015.

Bassas va implicar-se amb el diari Ara des del seu naixement com a articulista i accionista. Després de la seva etapa com a corresponsal de TVC a Washington DC, a l'estiu de 2013, va incorporar-se a l'equip directiu del diari. És el director audiovisual del diari i partir del març de 2014 va dirigir i presentar un programa de televisió en línia titulat AraBassas.

## Obres
- A un pam de la glòria (1992)[11]
- Bon dia, són les vuit! (2018) - Premi Josep Pla 2018[12]

## Premis i reconeixements
Al llarg de la seva carrera periodística, Antoni Bassas ha rebut diversos premis, com l'Ondas per l'espai d'humor Alguna pregunta més? (1997), Òmnium Cultural al programa El matí de Catalunya Ràdio (1998), Millor Periodista Esportiu pel programa de TVC Aquest any, cent! (1999), el Premi Nacional de Periodisme, atorgat per la Generalitat de Catalunya (2001), Ràdio Associació al Millor Professional pel conjunt de la seva trajectòria (2001), Fundació Lluís Carulla (2004), el Premi Nacional de Radiodifusió (2005) i Protagonistas (2008). El gener de 2018 va guanyar el Premi Josep Pla amb unes memòries sobre la seva etapa a Catalunya Ràdio.